# Tarzan's Magic Fountain
Tarzan's Magic Fountain (br.: Tarzan e a Fonte Mágica / Tarzan e a Montanha Secreta) é um filme estadunidense de 1949 do gênero aventura, dirigido por Lee Sholem.  Roteiro de Curt Siodmak e Henry Chandlee com os personagens de Edgar Rice Burroughs. Produção da RKO.
Foi o primeiro filme de Lex Barker como Tarzan e o último filme de Brenda Joyce como Jane (ela atuara como esse personagem nos últimos quatro filmes de Johnny Weissmuller). Chita e outros chimpanzés aparecem em várias cenas cômicas.

## Elenco Principal
- Lex Barker...Tarzan
- Brenda Joyce...Jane
- Albert Dekker...Senhor Trask
- Evelyn Ankers...Glória James Jessup
- Charles Drake...Senhor Dodd
- Alan Napier...Douglas Jessup
- Ted Hecht...Pasco
- Henry Brandon...Siko

## Sinopse
Chita encontra na selva os destroços do avião e o diário da famosa piloto britânica desaparecida há 20 anos, Glória James. O esperto animal entrega o diário para Tarzan e a companheira. Jane conhece a fama da aviadora e convence Tarzan a enviá-lo pelo correio, para a Inglaterra. Na cidade, Tarzan fica sabendo que um homem ofereceu dinheiro por notícias da aviadora que podem livrá-lo da cadeia. Ele então volta à selva e vai ao Vale Azul, um lugar secreto onde vive uma tribo de pessoas que bebem da água de uma fonte da juventude. Glória James está ali, ainda com a aparência de 20 anos atrás. Glória concorda em sair do vale para ajudar o preso, mas quando passa pela cidade com Tarzan, sua aparência jovem desperta a cobiça de alguns homens, que querem ganhar dinheiro vendendo o segredo da fonte da juventude.